# EIA-485
EIA-485, också känt som TIA/EIA-485 eller RS-485, är en standard som definierar elektriska egenskaper hos sändare och mottagare som används i balanserade digitala multipunktssystem (multidrop). Exempel på system som använder metoden är SCSI-1 och SCSI-2.